# Stephen Malkmus
Stephen Joseph Malkmus (Santa Mónica, California, 30 de mayo de 1966) es un músico estadounidense de indie-rock, y miembro fundador de la banda Pavement.
Malkmus forma y encabeza Pavement mientras vive en Stockton, en California durante la década del ochenta. El disco debut de la banda, Slanted & Enchanted de 1991, fue aclamado por la crítica. La banda continuó recibiendo halagos por sus siguientes entregas. Pavement, y Malkmus en particular fue sindicado como la punta de lanza del movimiento indie en la década del noventa. En el 2001, luego de la disolución de la banda en 1999, Malkmus publica su primer álbum como solista, llamado Stephen Malkmus. En él incluye a parte del grupo de rock Silver Jews, incluyendo al poeta y compositor David Berman (Malkmus integró The Silver Jews junto con otro integrante de Pavement Bob Nastanovich). En esta nueva carrera como solista es apoyado por la banda The Jicks. 
En 2010 Pavement se reúne con la formación original encabezada por Stephen.
Malkmus reside actualmente en Portland, en el estado de Oregón, junto a su pareja, la artista Jessica Jackson Hutchins. El 2005, Hutchins dio a luz a la primera hija de la pareja, una niña llamada Lottie.

## Discografía
- 2001 - Stephen Malkmus
- 2003 - Pig Lib
- 2005 - Face the Truth
- 2005 - I'm Not There: Original Soundtrack ("Ballad of a thin man, Can't leave her behind and , Maggie's farm")
- 2008 - Real Emotional Trash
- 2011 - Mirror Traffic
- 2014 - Wig Out At Jagbags[1]
- 2018 -  Sparkle Hard
- 2019 - Groove Denied
- 2020 - Traditional Techniques